# 전국중소기업지원센터협의회
전국중소기업지원센터협의회(全國中小企業支援센터協議會, Small & Medium Business Centers Association ; SMBCA)는 전국 중소기업종합지원센터 상호간의 정보교환과 중소기업 지원사업의 공동 연구·개발 및 공동사업 운영 등을 통해 지방중소기업의 육성 및 국가경제 발전에 기여하기 위하여 설립된 사단법인이다. 경기도 수원시 영통구 광교로 107, 경기도경제과학진흥원 7층에 있다.

## 관련 근거
- 중소기업 진흥에 관한 법률[4]

## 연혁
- 2001년 2월      전국중소기업지원센터협의회 설립 (임의단체)
- 2003년 10월      전국중소기업지원센터 직원 직무교육 실시
- 2004년 3월      전국중소기업지원센터협의회 홈페이지 구축
- 2006년 10월 2일 사단법인 전국중소기업지원센터협의회 설립 인가 (중소기업청). 초대 권오남(서울산업통상진흥원 대표이사) 회장 취임
- 2006년 10월 18일 사단법인 전국중소기업지원센터협의회 법인설립 등기 (서울중앙지방법원 강남등기소)
- 2007년 7월      제2대 심일보(서울산업통상진흥원 대표이사) 회장 취임
- 2010년 3월      제3대 홍기화(경기중소기업종합지원센터 대표이사) 회장 취임
- 2014년 3월      제5대 이전영(서울산업진흥원 대표이사) 회장 취임. 사무국 상암DMC(SBA) 이전
- 2016년 3월 2일 제6대 윤종일(경기중소기업종합지원센터 대표이사) 회장 취임.[5] 사무국 경기(GSBC) 이전

## 주요 업무
- 각종 산업·금융·경영·산업기술·무역 정보 등의 제공
- 종합기술지도 및 연수 실시
- 공동전시판매장의 운영
- 지방중소기업의 애로사항 상담 및 해결
- 창업정보 제공과 창업보육센터 운영
- 그 밖에 시·도지사가 인정하는 사항

## 조직

### 감사

#### 사무국
| - 운영팀 | - 사업팀 |

## 회원
| - 서울산업진흥원 - 인천경제산업정보테크노파크 - 경기도경제과학진흥원 | - 강원도산업경제진흥원 | - 충청북도기업진흥원 | - 대전경제통상진흥원 - 충청남도경제진흥원 | - 전라북도경제통상진흥원 | - 광주광역시경제고용진흥원 - 전라남도중소기업종합지원센터 | - 경상북도경제진흥원 | - 부산경제진흥원 - 울산경제진흥원 | - 제주특별자치도경제통상진흥원 |

## 사건·사고 및 논란

### 제주 외유 논란
2016년 8월 26일부터 29일까지 서울·대전·울산·경기·충북·충남·전북·전남·경북·제주 등 전국 10개 지역 중소기업진흥 관련 기관장과 대표, 본부장, 수행원 등 20여명이 제40회 이사회를 명목으로 제주특별자치도에 모였다. 이들은 9월 26일 오후 4시 30분부터 6시까지 투숙한 부영관광호텔에서 회의를 했고, 남은 시간은 두팀으로 나눠 골프를 치거나 유명 관광지를 둘러봤다. 행사를 주관한 제주특별자치도경제통상진흥원 측은 “그동안 제주에서 이사회를 여러 차례 했는데 2박3일은 처음이다. 육지에서 제주에 오면 공식 일정이 끝나고 여행하는 게 관례여서 관광지 방문을 일정에 넣었다”고 밝혔다.
한편, 지역 경제진흥원의 한 관계자는 “회의 안건을 보면 토론이 필요한 안건은 1건뿐이고 나머지 4건은 보고사항이었다. 당일 회의만 하면 끝날 일인데 일정을 늘려 잡아 비용을 지출한 것은 문제가 있다”고 말했다.

## 같이 보기
- 전국창조경제혁신센터협의회
- 한국테크노파크협의회
- 전국시도연구원협의회